# Георгиевский, Владимир Григорьевич
Влади́мир Григо́рьевич Гео́ргиевский (1898—1951) — русский советский учёный в области неорганического синтеза, педагог, доктор технических наук, профессор.

## Биография
Родился в 1898 году. Работал преподавателем химии в 1-м Московском государственном университете, а затем в Московском полиграфическом институте, где был завкафедрой полиграфических материалов. В 1942 году возглавил кафедру химии в новообразованном Московском механическом институте боеприпасов (ММИБ) (в 1945 году переименованном в Московский механический институт). В сжатые сроки под его руководством было проведено оснащение химических лабораторий института оборудованием и сформирован коллектив кафедры из квалифицированных преподавателей.
Скончался 29 января 1951 года в Москве после тяжёлой болезни. Похоронен на Введенском кладбище (10 участок).

## Научная деятельность
Крупный специалист в области химии дисперсных систем и синтеза нитросоединений. Автор монографий, учебников и учебных пособий.